# Mount Kitanglad Range Natural Park
Der Mount Kitanglad Range Natural Park ist ein Naturschutzgebiet in der Provinz Bukidnon auf den Philippinen. Er befindet sich ungefähr 50 Kilometer Luftlinie südöstlich von Cagayan de Oro. Das Gebiet um den Vulkan Kitanglad wurde am 14. Dezember 1990 als Nationalpark anerkannt.

## Geographie
Das Naturschutzgebiet hat eine Größe von 47.270 Hektar und umfasst in der Gebirgsregion 5 hohe Berge, den Dulang-dulang, den zweithöchsten Berg der Philippinen mit 2.938 m, den Kitanglad mit 2.899 m, den Maagnaw mit 2.742 m, den Lumuluyaw mit 2,612 m und den Tuminungan mit 2.400 m Höhe. Das Areal des Naturschutzgebiets wird in eine 31.236 Hektar große Kernzone und eine im nördlichen Bereich liegende 16.034 Hektar Pufferzone unterteilt. Zusammen mit dem Mount Kalatungan Range Natural Park, der Manupali Watershed Forest Reserve und der Muleta Watershed Forest Reserve bilden die Schutzzonen einen Biosphären-Korridor mit einer Fläche von 1.277,31 km².

## Klima
In dem Naturschutzgebiet regnet es fast das ganze Jahr über, mit kurzer Trockenperiode von Februar bis April. März ist der trockenste Monat, Juni der nasseste. In niedrigeren Höhen variieren die Temperaturen zwischen 25 °C im Januar und 30 °C im Juni. In Lalawan können sie nachts bis auf 12 °C fallen, in höheren Lagen kann es noch kälter werden.

## Hydrologie
An der Nordflanke des Kitanglad-Gebirges liegt das Quellgebiet des Tagoloan Rivers und im Westen des Gebirges liegen Teile des Quellgebietes des Cagayan Rivers.

## Flora und Fauna
Es kommen im Park insgesamt 58 Baumgattungen und insgesamt 185 unterschiedliche Arten von Hartholzgewächsen vor. Die Tierwelt im Kitanglad Gebirge ist sehr reichhaltig und abwechslungsreich. So konnten bei Zählungen insgesamt 63 Arten von Säugetieren, wie das Gleithörnchen, Gelbgesichthufeisennase (Rhinolophus virgo) und den Philippinenhirsch aufgezeichnet werden. Für die Mindanao-Haarschwanzratte ist der Nationalpark das einzig bekannte Habitat auf der Insel Mindanao.
Es konnten auch 25 Arten von Reptilien und 26 Arten von Amphibien im Gelände des Parks festgestellt werden.
Von den insgesamt 168 Arten von Vögeln sind 37 % endemisch auf der Insel Mindanao und den Philippinen, wie der Mindanao Papagei, der Mindanaolori, die Mindanao-Zwergohreule, Mindanao Braun Taube, der Mindanao Breitrachen, der Streifenuhu, der Affenadler und der Philippinische Haubenadler.

## Kultur
Die Einheimischen Bukidnons, die sich aus den indigenen Stämmen der Manobo und Talaandig zusammensetzen, leben größtenteils in den Waldgebieten, die sie als heilig betrachten, da diese Gebiete als Begräbnisstätten genutzt werden. Die Einheimischen leben vom Wald, den sie als Quelle für Nahrung, aber auch für die Naturmedizin verwenden. Bergsteiger und Wanderer müssen vor Betreten des Gebirges eine Erlaubnis von den Stammesältesten einholen und ein Ritual durchführen um die Geister der Ahnen wohlwollend zu stimmen.

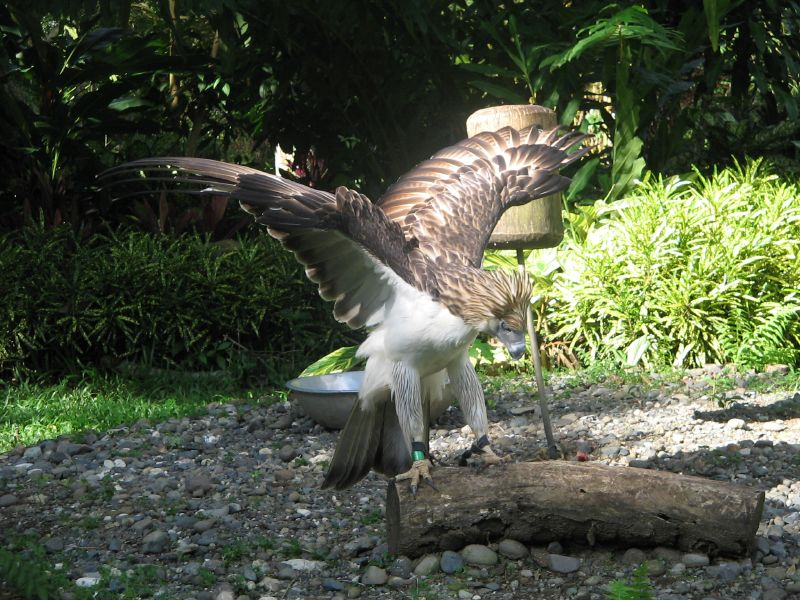
Affenadler
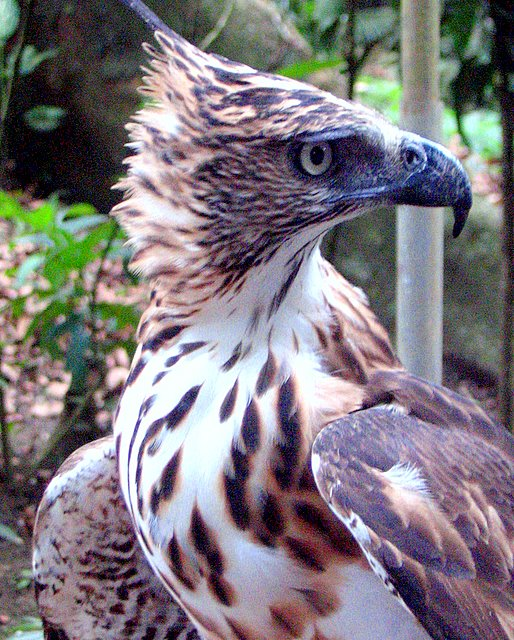
Philippinischer Haubenadler
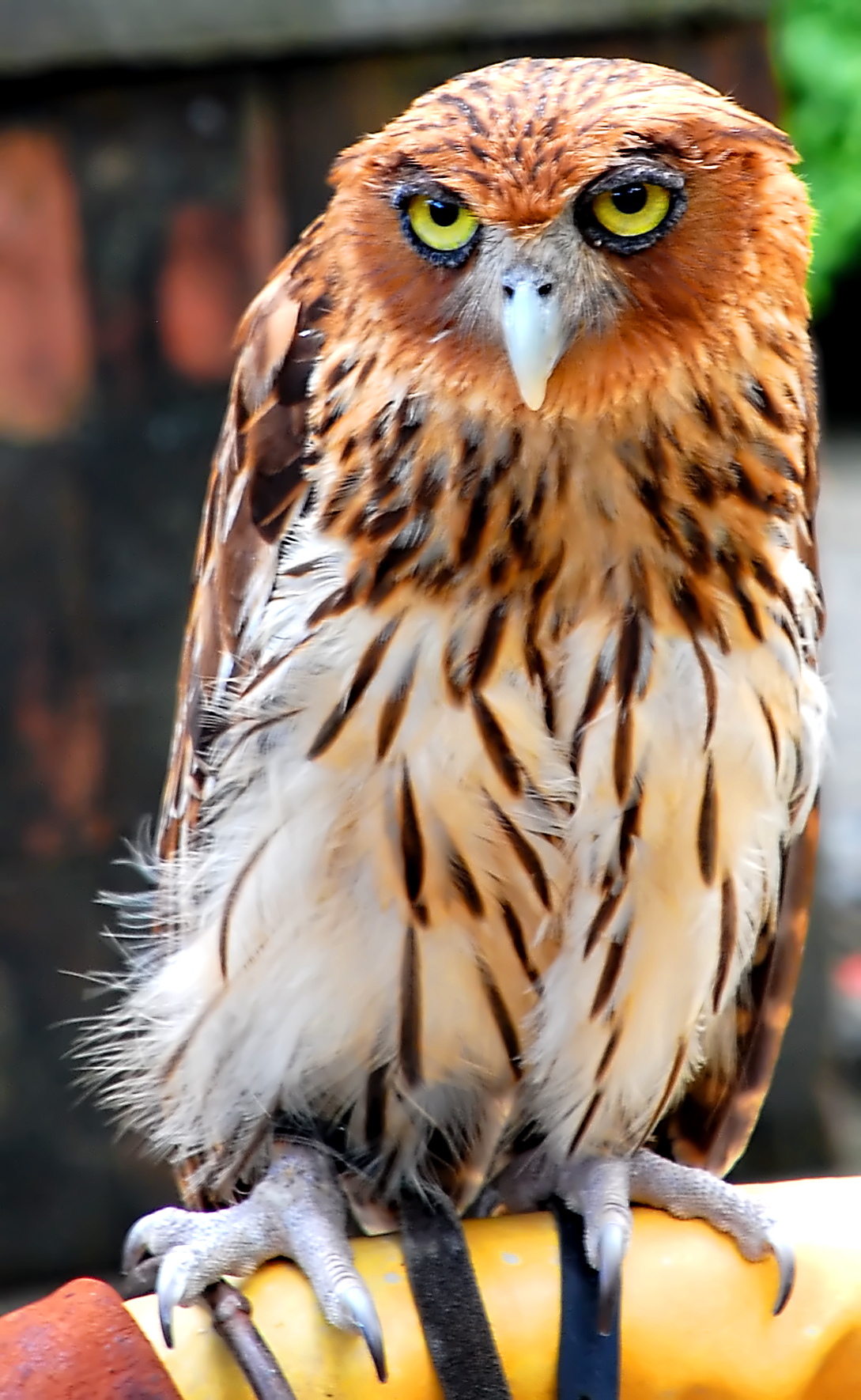
Streifenuhu